# وی۵۹۲ تک‌شاخ
وی۵۹۲ تک‌شاخ یک ستاره است که در صورت فلکی تک‌شاخ قرار دارد.